# Euphitrea antennata
Euphitrea antennata là một loài bọ cánh cứng trong họ Chrysomelidae. Loài này được Yong Zhang, miêu tả khoa học năm 2006.